# Polevik

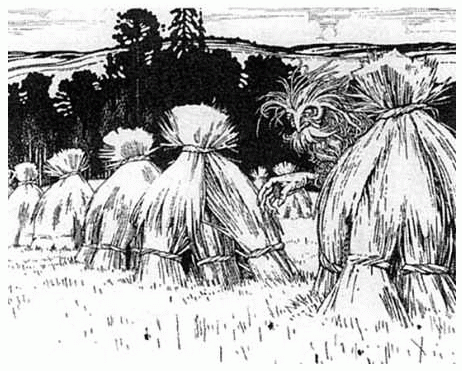
Polevik od Ivana Bilibina

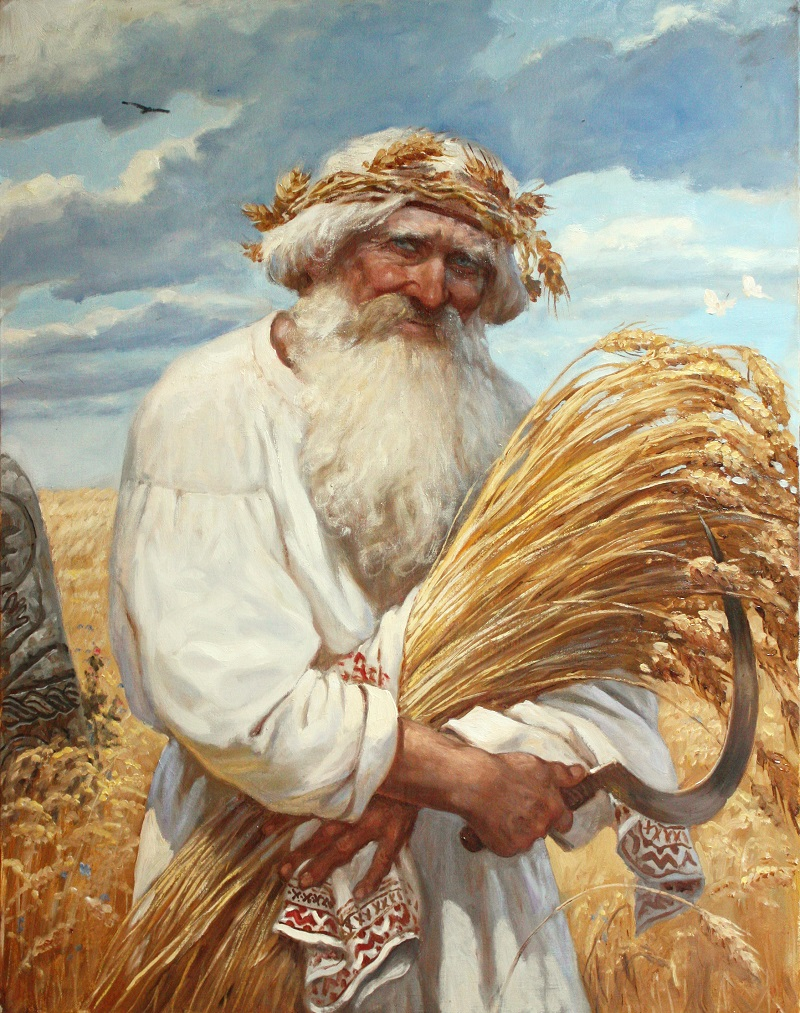
Bělun od Andreje Šiškina

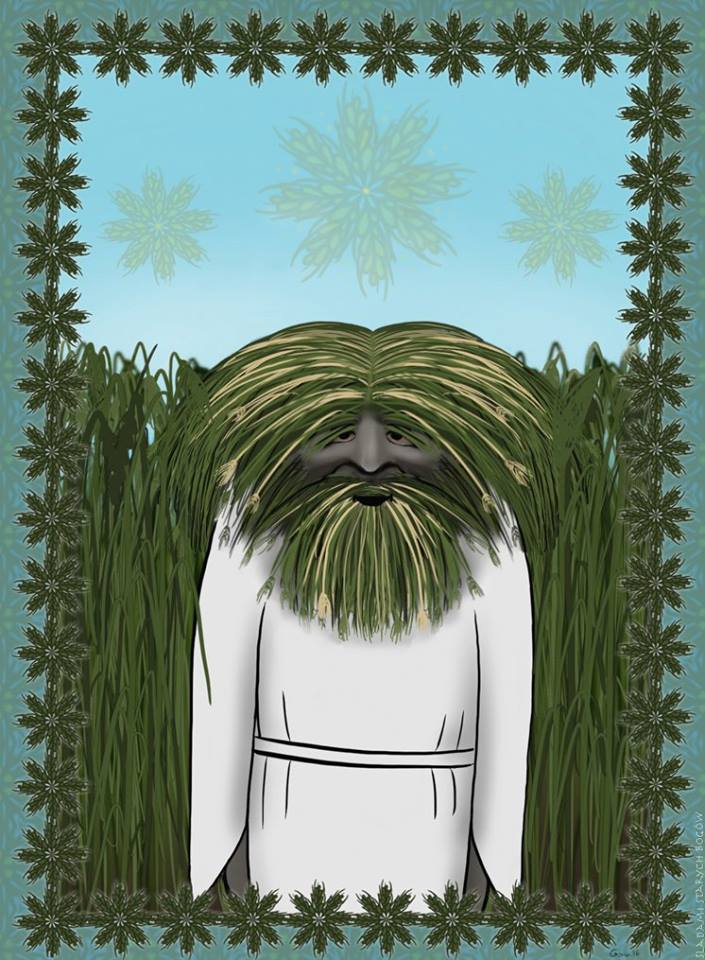
Polevik

Polevik je polní duch v ruském folklóru. Je nazýván také polevoj a odpovídá mu běloruský bělun, ukrajinská žitná bába či matka, haličský žitný děda, česká žithola a kosířka nebo lužická serpolnica, serpyšyja, serpelbaba, atd.
Velikost těchto duchů často odpovídá výšce obilí a nabývají různých podob. Bělun má podobu bílé kudrnaté postavy, žitný děda má tři hlavy a ohnivé jazyky, kosířka a serpolnica je vybavena kosou. Někteří z nich jsou dobrotiví a obdarovávají lidi co k nim mají úctu, jiní pole střeží, především před dětmi, jako žithola.
Kosířka také dává lidem hádanky a trestá ty co nedokáži odpovědět, podobně jako řecká sfinga v mýtu o Oidipovi. Také vyhání během poledne lidi z polí, podobně jako polednice.